# Liourdres
Liourdres est une commune française située dans le département de la Corrèze en région Nouvelle-Aquitaine.

## Géographie
Liourdres est la commune la plus méridionale du Limousin. Elle est à la limite du département du Lot, proche de la rivière Dordogne. Elle est à peu près à la même latitude que Libourne, Valence et le mont Pelvoux.

### Communes limitrophes
Les communes limitrophes sont  Astaillac, Bilhac, Girac, Puybrun, Sioniac et Tauriac.
|         | Sioniac   | Astaillac |
| Bilhac  | Liourdres |           |
| Puybrun | Tauriac   | Girac     |

### Climat
Pour des articles plus généraux, voir Climat de la Nouvelle-Aquitaine et Climat de la Corrèze.
Historiquement, la commune est exposée à un climat montagnard.  
En 2020, Météo-France publie une typologie des climats de la France métropolitaine dans laquelle la commune est exposée à un climat de montagne et est dans la région climatique  Ouest et nord-ouest du Massif Central, caractérisée par une pluviométrie annuelle de 900 à 1 500 mm, maximale en automne et en hiver.
Pour la période 1971-2000, la température annuelle moyenne est de 13 °C, avec  une amplitude thermique annuelle de 16,2 °C. Le cumul annuel moyen de précipitations est de 928 mm, avec 10,9 jours de précipitations en janvier et 7 jours en juillet. Pour la période 1991-2020, la température moyenne annuelle observée sur la station météorologique la plus proche, située sur la commune de Camps-Saint-Mathurin-Léobazel à 15 km à vol d'oiseau, est de 11,1 °C et le cumul annuel moyen de précipitations est de 1 432,2 mm,. Pour l'avenir, les paramètres climatiques de la commune estimés pour 2050 selon différents scénarios d’émission de gaz à effet de serre sont consultables sur un site dédié publié par Météo-France en novembre 2022.

### Milieux naturels et biodiversité
Liourdres est la seule commune de la Corrèze, avec Astaillac, concernée par la zone naturelle d'intérêt écologique, faunistique et floristique (ZNIEFF) de type I « La Dordogne quercynoise », comprenant de nombreuses espèces déterminantes (soixante-six  animales et cinquante végétales),.
Cette ZNIEFF est comprise dans une autre ZNIEFF de type II : la « vallée de la Dordogne quercynoise » (8 758 ha), couvrant 28 communes : deux en Corrèze, deux en Dordogne et vingt-quatre dans le Lot.

## Urbanisme

### Typologie
Au 1er janvier 2024, Liourdres est catégorisée commune rurale à habitat dispersé, selon la nouvelle grille communale de densité à 7 niveaux définie par l'Insee en 2022.
Elle est située hors unité urbaine. Par ailleurs la commune fait partie de l'aire d'attraction de Biars-sur-Cère - Saint-Céré, dont elle est une commune de la couronne,. Cette aire, qui regroupe 49 communes, est catégorisée dans les aires de moins de 50 000 habitants,.

### Occupation des sols
L'occupation des sols de la commune, telle qu'elle ressort de la base de données européenne d’occupation biophysique des sols Corine Land Cover (CLC), est marquée par l'importance des territoires agricoles (81,4 % en 2018), une proportion sensiblement équivalente à celle de 1990 (81,7 %). La répartition détaillée en 2018 est la suivante : 
zones agricoles hétérogènes (58,4 %), forêts (13 %), cultures permanentes (12,1 %), prairies (10,8 %), zones urbanisées (4,3 %), eaux continentales (1,3 %).
L'évolution de l’occupation des sols de la commune et de ses infrastructures peut être observée sur les différentes représentations cartographiques du territoire : la carte de Cassini (XVIIIe siècle), la carte d'état-major (1820-1866) et les cartes ou photos aériennes de l'IGN pour la période actuelle (1950 à aujourd'hui).

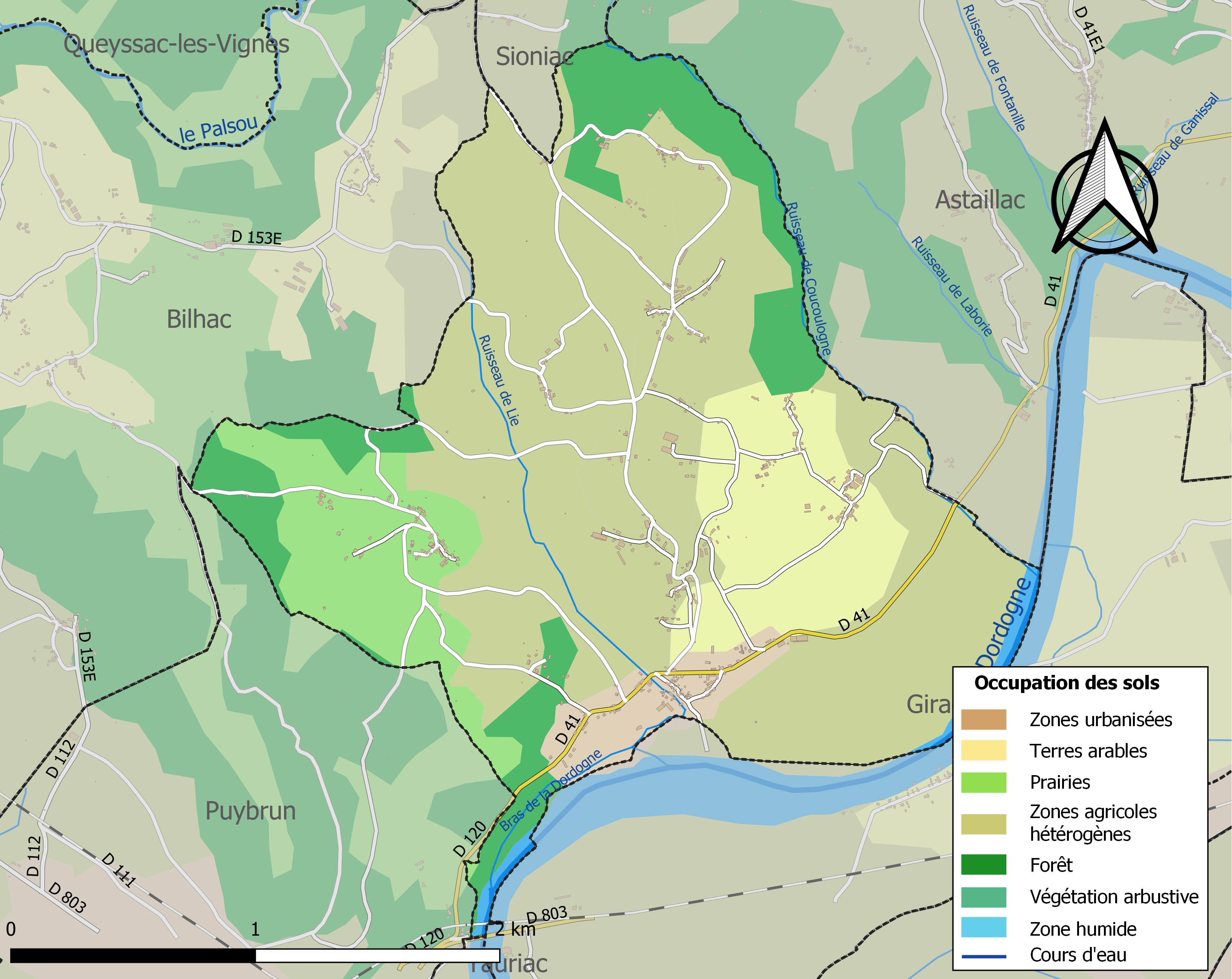
Carte des infrastructures et de l'occupation des sols de la commune en 2018 (CLC).

### Risques majeurs
Le territoire de la commune de Liourdres est vulnérable à différents aléas naturels : météorologiques (tempête, orage, neige, grand froid, canicule ou sécheresse), inondations, feux de forêts et séisme (sismicité très faible). Il est également exposé à un risque technologique, la rupture d'un barrage. Un site publié par le BRGM permet d'évaluer simplement et rapidement les risques d'un bien localisé soit par son adresse soit par le numéro de sa parcelle.

#### Risques naturels
Certaines parties du territoire communal sont susceptibles d’être affectées par le risque d’inondation par débordement de cours d'eau, notamment la Dordogne. La commune a été reconnue en état de catastrophe naturelle au titre des dommages causés par les inondations et coulées de boue survenues en 1982, 1990, 1999 et 2001,. Le risque inondation est pris en compte dans l'aménagement du territoire de la commune par le biais du plan de prévention des risques (PPR) inondation « Liourdres - Bassin de la Dordogne », approuvé le 30 octobre 2013. 

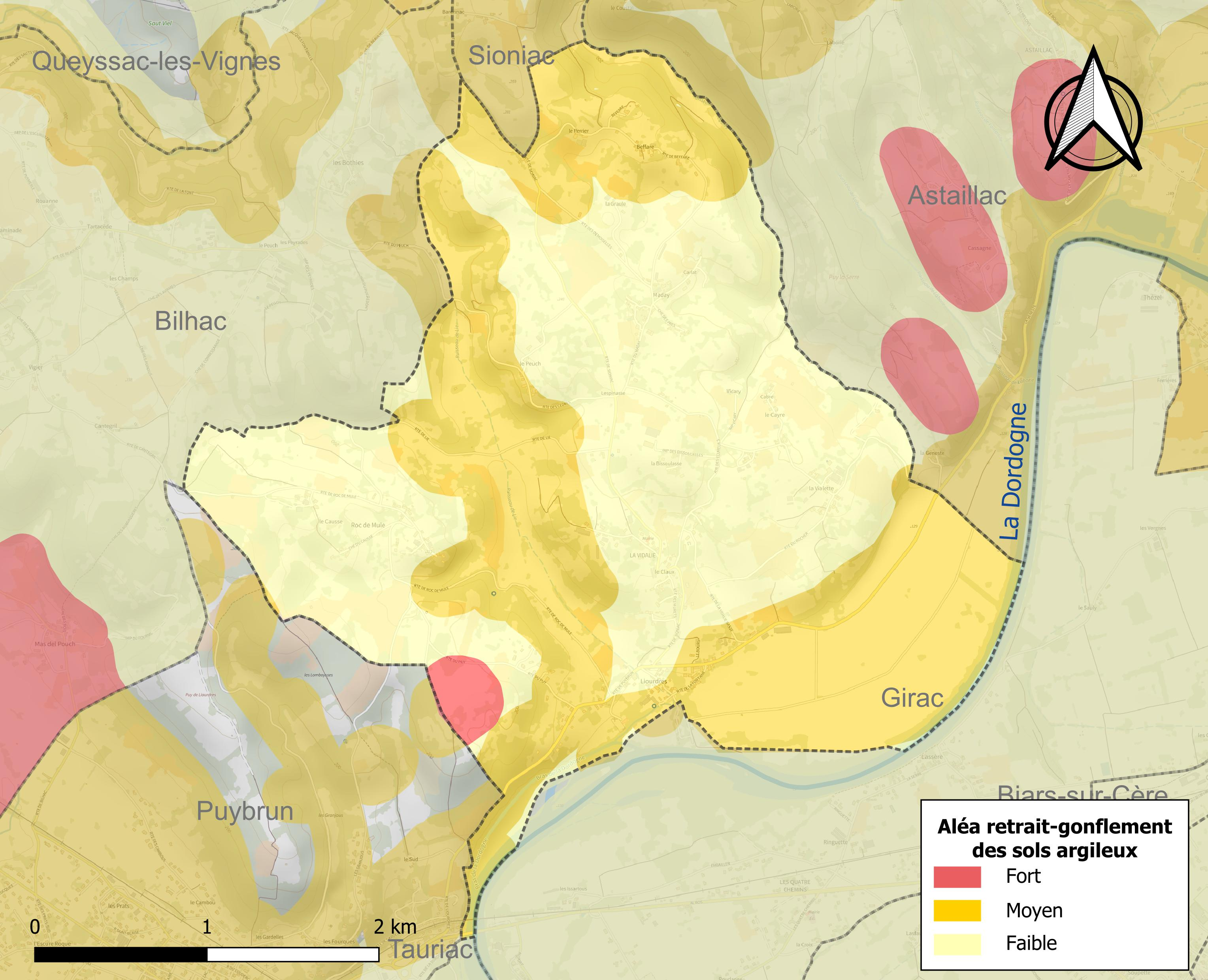
Carte des zones d'aléa retrait-gonflement des sols argileux de Liourdres.

Le retrait-gonflement des sols argileux est susceptible d'engendrer des dommages importants aux bâtiments en cas d’alternance de périodes de sécheresse et de pluie. 48,9 % de la superficie communale est en aléa moyen ou fort (26,8 % au niveau départemental et 48,5 % au niveau national). Sur les 167 bâtiments dénombrés sur la commune en 2019,  50 sont en aléa moyen ou fort, soit 30 %, à comparer aux 36 % au niveau départemental et 54 % au niveau national. Une cartographie de l'exposition du territoire national au retrait gonflement des sols argileux est disponible sur le site du BRGM,.
Concernant les feux de forêt, aucun plan de prévention des risques incendie de forêt (PPRIF) n’a été établi en Corrèze, néanmoins le code de l’urbanisme impose la prise en compte des risques dans les documents d’urbanisme. Le périmètre des servitudes d'utilité publique et des zones d'obligation légale de débroussaillement pour les particuliers est quant à lui défini pour la commune dans une carte dédiée. 
Concernant les mouvements de terrains, la commune a été reconnue en état de catastrophe naturelle au titre des dommages causés par la sécheresse en 2018 et 2019 et par des mouvements de terrain en 1999.

#### Risques technologiques
La commune est en outre située en aval des barrages de Bort-les-Orgues, du Chastang, de Marcillac, d'Enchanet, de Hautefage et de Saint-Étienne-Cantalès, des ouvrages de classe A soumis à PPI. À ce titre elle est susceptible d’être touchée par l’onde de submersion consécutive à la rupture d'un de ces ouvrages.

## Politique et administration
| Période    | Période   | Identité      | Étiquette | Qualité                     |
| ---------- | --------- | ------------- | --------- | --------------------------- |
| avant 1995 | 1995      | Georges Noyer |           |                             |
| mars 1995  | mars 2008 | Yves Noyer    |           |                             |
| mars 2008  | mai 2020  | Lucie Barrade |           | Retraitée de l'enseignement |
| mai 2020   | En cours  | Yves Noyer    |           | Agriculteur retraité        |

## Démographie
L'évolution du nombre d'habitants est connue à travers les recensements de la population effectués dans la commune depuis 1793. Pour les communes de moins de 10 000 habitants, une enquête de recensement portant sur toute la population est réalisée tous les cinq ans, les populations de référence des années intermédiaires étant quant à elles estimées par interpolation ou extrapolation. Pour la commune, le premier recensement exhaustif entrant dans le cadre du nouveau dispositif a été réalisé en 2007.

En 2022, la commune comptait 266 habitants, en évolution de +6,4 % par rapport à 2016 (Corrèze : −0,59 %, France hors Mayotte : +2,11 %).
| 1793 | 1800 | 1806 | 1821 | 1831 | 1836 | 1841 | 1846 | 1851 |
| ---- | ---- | ---- | ---- | ---- | ---- | ---- | ---- | ---- |
| 467  | 480  | 482  | 521  | 573  | 638  | 582  | 583  | 578  |

| 1856 | 1861 | 1866 | 1872 | 1876 | 1881 | 1886 | 1891 | 1896 |
| ---- | ---- | ---- | ---- | ---- | ---- | ---- | ---- | ---- |
| 574  | 558  | 560  | 577  | 579  | 573  | 579  | 519  | 488  |

| 1901 | 1906 | 1911 | 1921 | 1926 | 1931 | 1936 | 1946 | 1954 |
| ---- | ---- | ---- | ---- | ---- | ---- | ---- | ---- | ---- |
| 468  | 448  | 442  | 415  | 406  | 372  | 343  | 316  | 292  |

| 1962 | 1968 | 1975 | 1982 | 1990 | 1999 | 2006 | 2007 | 2012 |
| ---- | ---- | ---- | ---- | ---- | ---- | ---- | ---- | ---- |
| 288  | 266  | 253  | 224  | 205  | 182  | 205  | 208  | 243  |

| 2017 | 2022 | - | - | - | - | - | - | - |
| ---- | ---- | - | - | - | - | - | - | - |
| 248  | 266  | - | - | - | - | - | - | - |

## Lieux et monuments
Église Saint-Clair de Liourdres. Une église romane du XIIe siècle abritant une relique de saint Clair se trouve au centre du bourg à côté du cimetière. L’église est un édifice de style romain fortement remanié, particulièrement au xixe siècle où son clocher tourillon a été rajouté.
Sur le côté, vers la place, on peut voir à l’intersection de la nef et de l’abside, un modillon (une tête, peut-être avec des cornes) et des corbeaux soutenant quelques pierres avec une décoration crénelée. À l’intérieur on peut admirer les chapelles latérales, bien restaurées, avec de belles clefs de voûte, et un retable du xviiie siècle.
Jusqu’au début du xxe siècle Liourdres était bien connue dans sa région pour sa « bonne fontaine » du nom de Saint Généfor (nom local de Saint Génulf ou Génulphe), évêque de Cahors, dont les reliques étaient conservées dans l’église) qui guérissaient les enfants atteints du Mal de Liourdres, un retard à marcher.

## Héraldique
| Armes de Liourdres | Les armes de Liourdres se blasonnent ainsi : D'argent à trois branches de genêt de sinople posées en pal et rangées en fasce. |